# Трикстър (музикант)
Трикстър (истинско име: Юрген Пичлър) е австрийски музикант, пребиваващ в Обединеното кралство, познат със своя електрически стил.

## Музикална кариера
Певецът Трикстър дебютира през ноември 2022 г. със сингъла Thank Fuck It's Christmas, в който изпълнява заедно с Кралския филхармоничен оркестър песен с вулгарни изрази, отразяваща напрежението и стреса през тази година. Текстът е написан от Гай Чеймбърс (автор на песни и продуцент на Роби Уилямс) в сътрудничество с комика Стив Фърст и Трикстър. Описвана като „единствената коледна песен, която можеше да излезе през 2022 г.“, текстът ѝ е насочен към проблематични фактори от същата година като дейността на правителството на Обединеното кралство, кризата с разходите за живот, пандемиите и опитите на изключително богатите да се преместят на Марс.
Издадена е и чиста версия, озаглавена Praise Be It's Christmas, чиито два видеоклипа се разпространяват бързо и широко и имат няколко милиона гледания в YouTube. Единият от тези клипове е режисиран от Фил Грифин (известен с работата си с Ейми Уайнхаус, Даяна Рос, Пол Маккартни), а другият, заснет в швейцарските Алпи, е режисиран от Норберт Блеха (Реквием за Доминик, Wolfsliebe).
Парите, събрани от двете песни, са дарени от Трискстър на благотворителни организации, занимаващи се с проблемите на децата и глада. Под мотото „истинската промяна не е шега“, Trickster и неговият екип разпределиха хранителни продукти на няколко хранителни банки в Обединеното кралство. Югозападната хранителна банка на Белфаст, в един от най-нуждаещите се райони, получи значителен тласък чрез тази кампания (те обаче почти я пропуснаха, защото първоначално решиха, че е шега, предвид неочакваната сума, насочена към тази доста неподкрепена област на страната). Певецът обясни вниманието си към детайли като хранителната стойност на храната със собствените си детски преживявания, свързани с хранителна несигурност.
В тези музикални клипове истинската самоличност на Трикстър е скрита чрез анимация, което предизвиква спекулации за това кой реално може да е той. Някои се чудят дали това не е съавторът на текстовете Стив Фърст или някоя популярна личност, с която Гай Чеймбърс е работил преди, или пък някоя забравена известна личност.
През май 2023 г. Трикстър издава сингъла Still Kicking, вдъхновен от автомобилна катастрофа, която преживява през 2017 г. в Южна Франция, а музиката му се основава на алтернативния рок от края на 90-те, американската музика и кинематографичните звукови пейзажи. Песента е продуцирана от Гай Чеймбърс, Ричард Флак и Трикстър. В клипа певецът е представен без никаква анимация, която да скрива лицето му, а наред с историята на песента в пресата се появява и допълнителна информация, в която се споменава, че той е австриец, който живее в Обединеното кралство.
През ноември 2023 г. Trickster издава "Silent Night" vs "Santa Claus Is Coming To Town" – комбинация от двете коледни класики с участието на вокалната група The Swingles. По този повод в медиите се споменава и истинското име на певеца – Юрген Пичлър (собственик на запазената марка „Трикстър“). Той вече е известен като продуцент на различни групи и музиканти (като австрийската група Hunger) и като автор на песни (като Olé Hola на Патрик Линднер). Подкрепял е и инициативи за благотворителна дейност, като например „Спрете кучешката мафия“ в Австрия.
На 23 април 2024 г. (Деня на Свети Георги) Trickster пусна своята версия на националния химн на Обединеното кралство, God Save the King, записана съвместно с Кралския филхармоничен оркестър в Abbey Road Studios. Той спомена, че иска да създаде тази версия, за да изрази любовта си към Обединеното кралство. Парчето е първото, записано за крал Чарлз от чужденец. Във фазата на продукцията, връщайки се от Португалия като втори пилот на хеликоптер, той трябваше да направи аварийно кацане във ферма в северозападна Испания поради технически затруднения.
През май 2024 г., Trickster обяви в Кан проекта за приключенски трилър филм, наречен Travel Agents (продуцент: Норберт Блеча), базиран на историята на живота му, с бюджет от 85 милиона британски паунда. Той ще изпълнява ролята на главен продуцент, както и ще участва във филма. Той също си сътрудничи с Гай Чембърс при създаването на саундтрака към филма. Първоначално главна роля във филма беше присъдена на Жерар Депардийо, което би означавало завръщането му след тригодишна пауза (определена от ареста му след обвинения в сексуално насилие). Въпреки това, предвид полемиката, предизвикана скоро от този кастинг, продуцентите преразгледаха решението си и оттеглиха този избор.

## Дискография
- Thank Fuck It's Christmas (сингъл, 2022)
- Still Kicking (сингъл, 2023)
- "Silent Night" vs "Santa Claus Is Coming To Town" (сингъл, 2023)
- Be Careful What You Wish For (сингъл, 2024)
- God Save the King (сингъл, 2024)